# Grab von Rachel, der Ehefrau von Rabbi Akiba

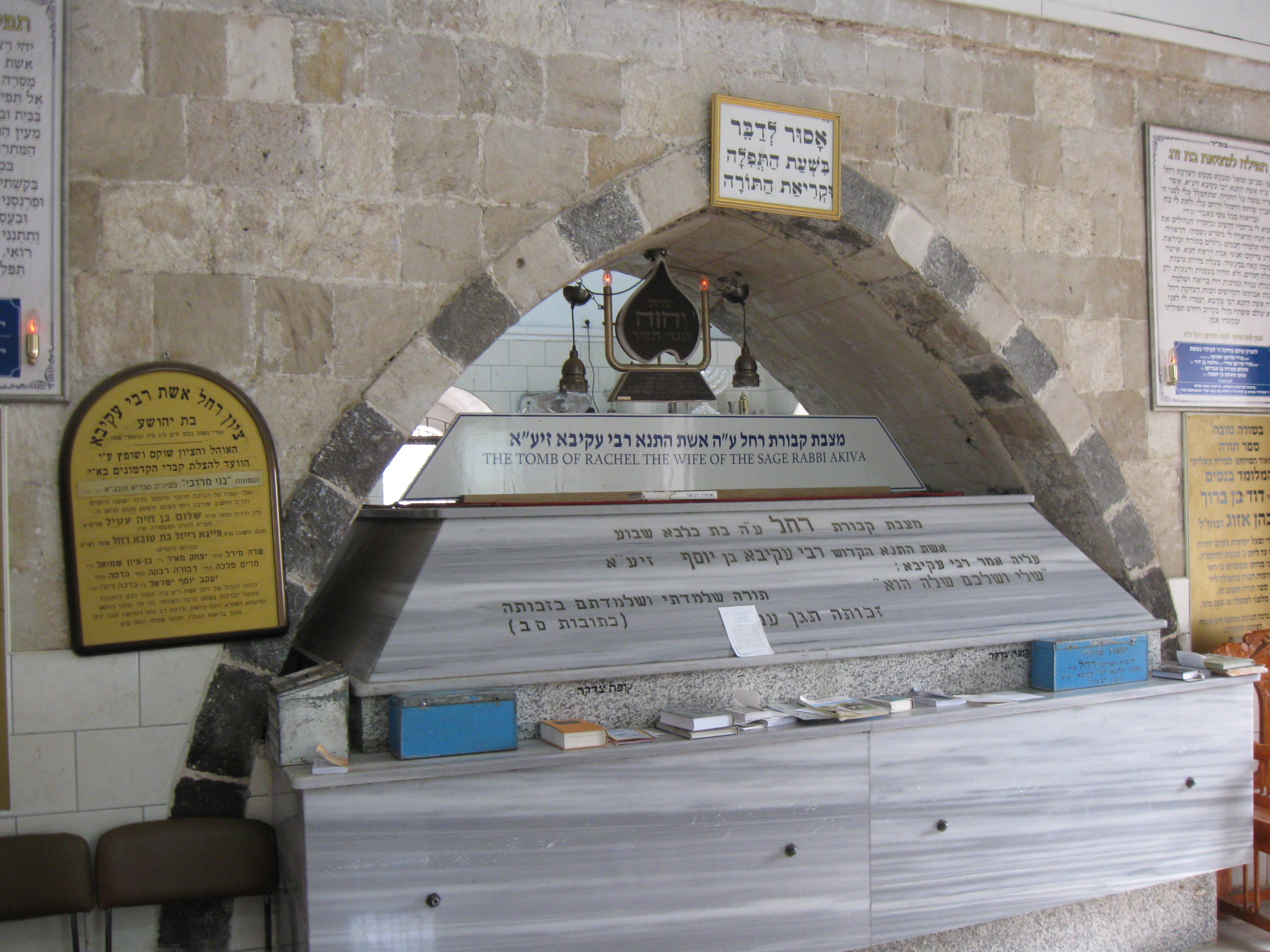
Grab von Rachel, der Ehefrau von Rabbi Akiba

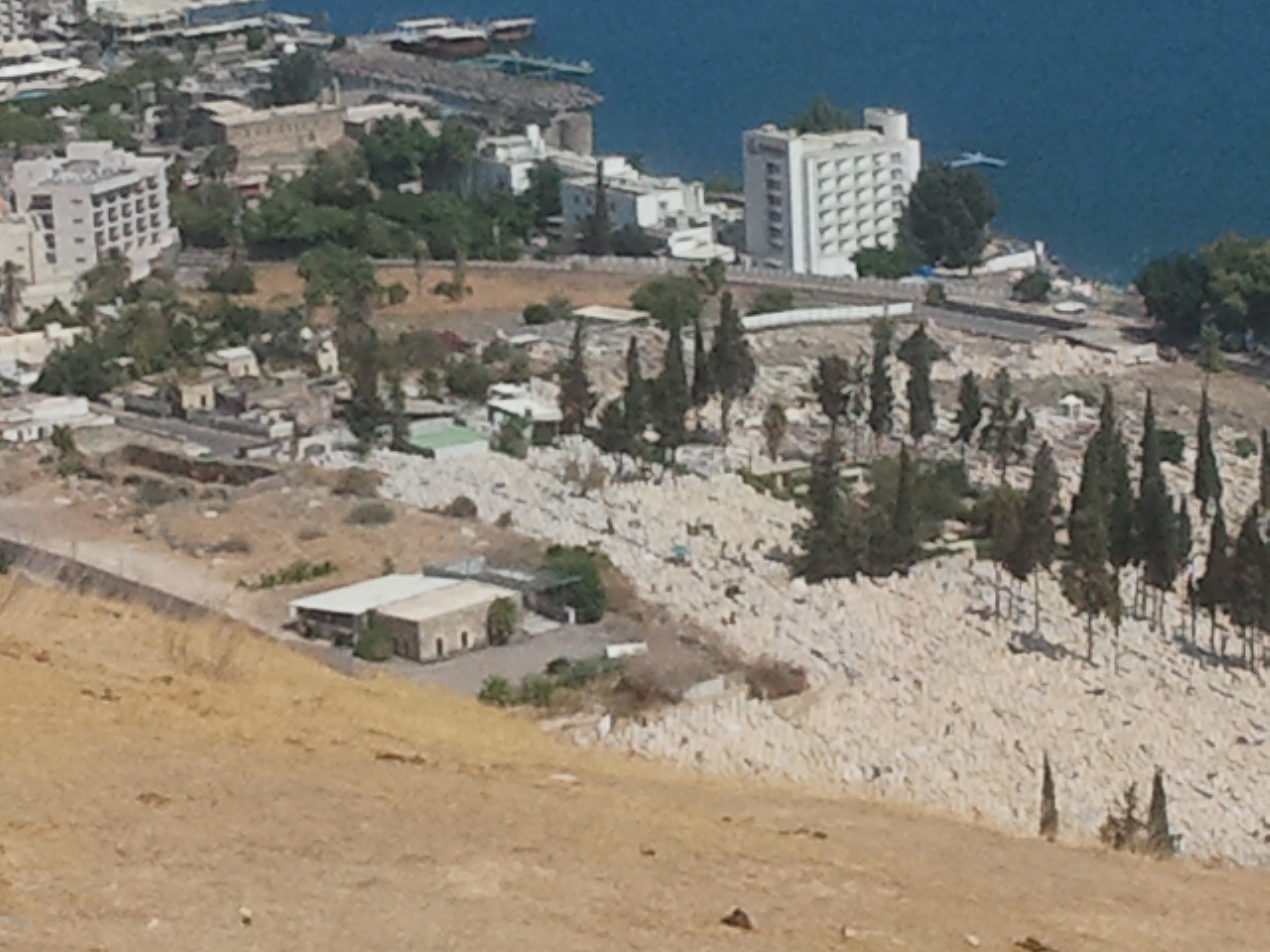
Grab von Rachel in Tiberias

Das Grab von Rachel, der Ehefrau von Rabbi Akiba (hebräisch קבר רחל אשת רבי עקיבא), befindet sich in Tiberias im Norden Israels und ist eine jüdische Pilgerstätte.
Rachel, angeblich Tochter des vermögenden Jerusalemer Bürgers Kalba Sabua, war eine bedeutende Persönlichkeit in der jüdischen Geschichte und eine treue Unterstützerin ihres Mannes Rabbi Akiba, der einer der wichtigsten jüdischen Gelehrten des Altertums war.
Gemäß der jüdischen Überlieferung wurde Rachel während der römischen Herrschaft gefangen genommen und inhaftiert, weil sie ihrem Mann half, illegal Halacha zu lehren. Sie wurde schließlich getötet und dort begraben. Die muslimische Zuschreibung des Grabes lautet anders.
Das Grab von Rachel wird von vielen Juden als heiliger Ort verehrt und ist beliebtes Ziel für Pilgerreisen und ein Ort des Gebets.